# Afrofilistata
Afrofilistata là một chi nhện trong họ Filistatidae.